# Surinaamse koraalslang
De Surinaamse koraalslang (Micrurus surinamensis) is een zeer giftige slang uit de familie koraalslangachtigen (Elapidae). De wetenschappelijke naam van de soort werd in 1817 als Elaps surinamensis  door Cuvier gepubliceerd.
Deze koraalslang heeft een geheel rode kop waarvan iedere schub een zwarte rand heeft. De kop is naar verhouding groot en de slang kan meer dan een meter lang worden. De grote kop bevat naar verhouding grote giftanden en gifklieren die tot 160 mg gif kunnen inspuiten; dit is de grootste hoeveelheid van alle koraalslangen.

## Verspreiding en leefgebied
Deze soort komt voor in grote delen van noordelijk en centraal Zuid-Amerika, waaronder de typelocatie Suriname.

## Leefwijze
De soort heeft een aquatische leefwijze, eet vooral vis en predeert onder andere op de grijze mesvis Sternopygus macrurus.

## Gif
De slang is uiterst giftig en produceert een geel vergif dat oplosbaar is en bij chemische analyse 62 componenten tussen de 6 en 8 kDa opleverde. Daaronder zijn cytotoxinen en neurotoxinen die voor vis (Brachidanio rerio) dodelijk zijn. Onderzoek in 2008 wees uit dat er een groot aantal nieuwe alfa-neurotoxinen aanwezig waren, die het aantal gifstoffen dat voor het genus Micrurus bekend was zelfs verdubbelde. Het gif heeft een LD50 van 0,75 mg/kg en is voldoende verschillend van dat van de verwante slangensoort M. frontalis dat tegengif, zoals dat in 2017 in Brazilë en Costa Rica voorhanden is, niet toereikend is om mensen die door de slang gebeten worden te redden. De slang vertegenwoordigt daardoor een probleem voor de volksgezondheid met mogelijk dodelijke gevolgen.

## Genetisch onderzoek
Dit is de enige aquatische koraalslang en zijn gif is dan ook uniek voor het genus Micrurus. Het mitochondriale genoom van de soort is vastgesteld. Het bestaat uit 17.375 bp. Het is vergeleken met dat van andere slangen van de genera Micrurus, Bungarus, Naja en Laticauda. Hoewel de andere Micrurus en Bungarus soorten in de vergelijking terrestrisch zijn, zijn zij het nauwst verwant en niet bijv. Laticauda die aquatisch zijn.

## Fotogalerij

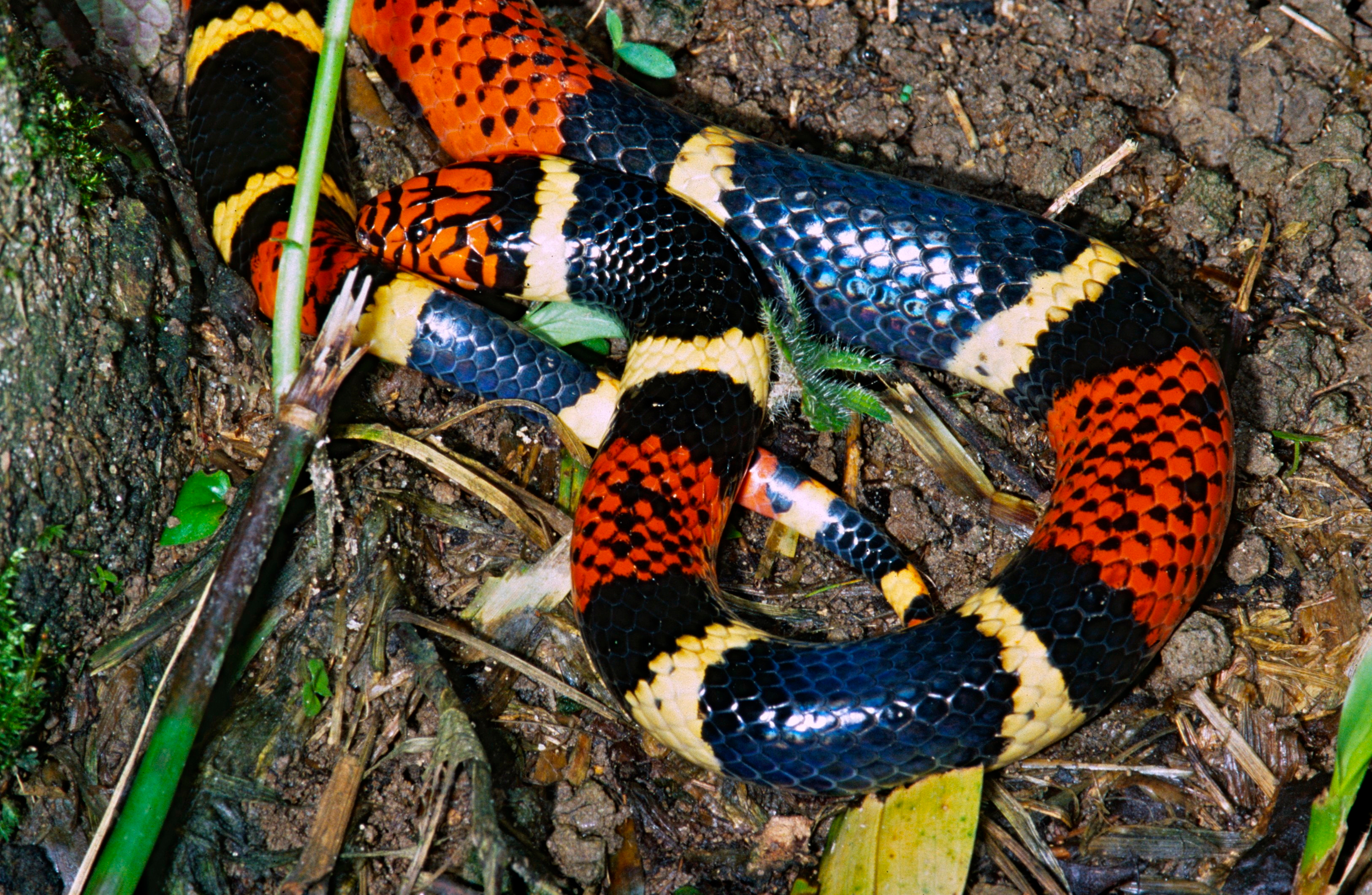
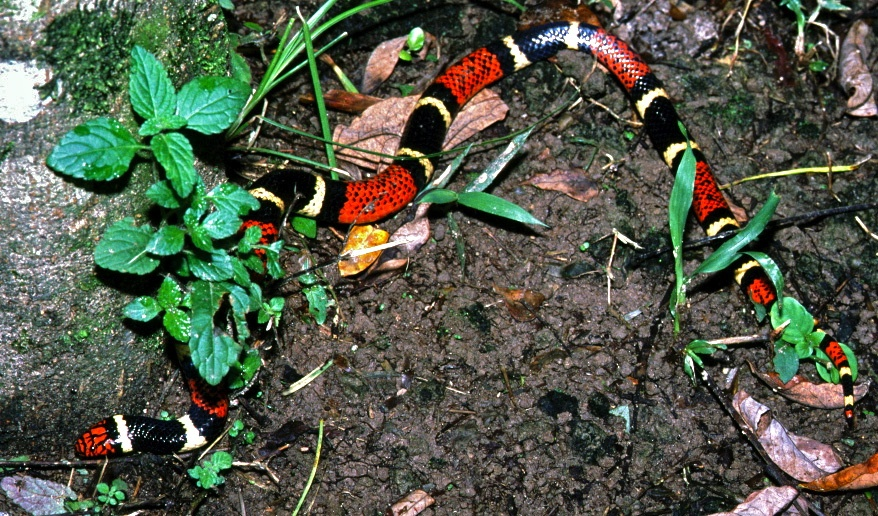
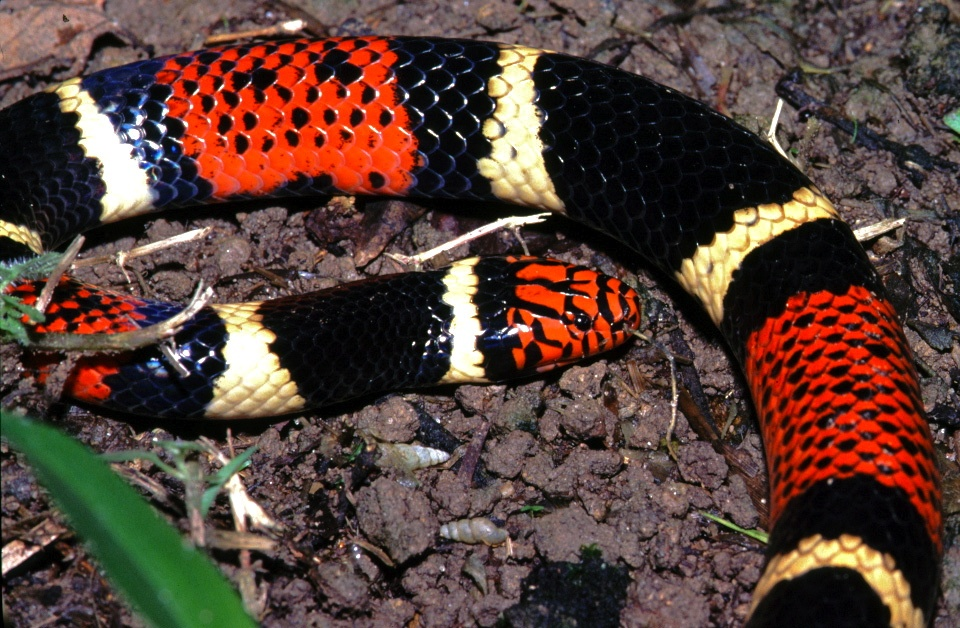
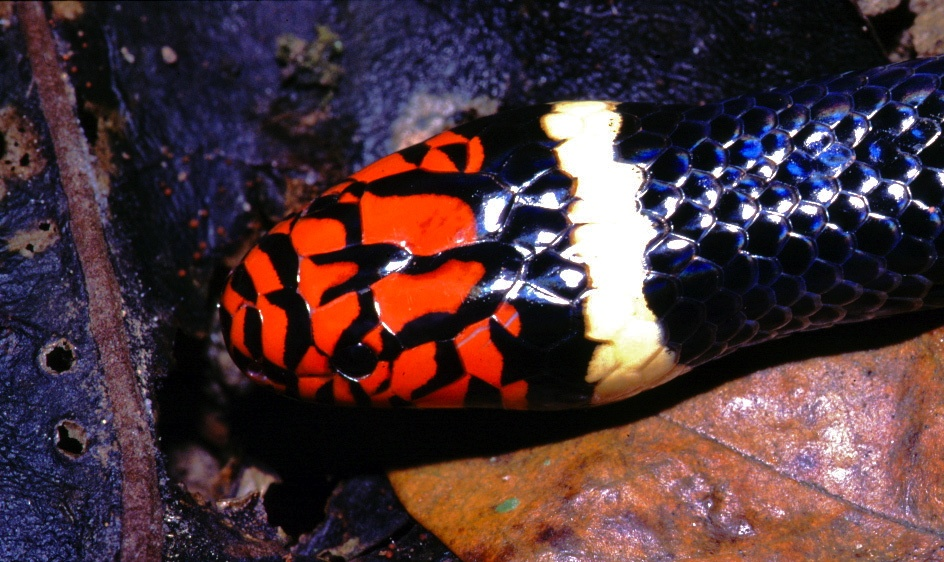
De geheel rode kop